# Hospital Maisonneuve-Rosemont
El Hospital Maisonneuve-Rosemont (en francés: Hôpital Maisonneuve-Rosemont) es un hospital de Montreal, en Quebec, Canadá situado en el barrio de Rosemont-La Petite-Patrie. Sirve a la parte oriental de la ciudad y ofrece 800 camas. Emplea a 5.000 personas y  atiende 3.000 estudiantes al año. Es el hospital más grande de Quebec.
El Hospital Maisonneuve-Rosemont fue fundado en 1971 como resultado de la fusión de dos hospitales anteriores: El hospital Maisonneuve y el Hosputal Saint-Joseph de Rosemont.
El Hospital Maisonneuve fue fundado por las Hermanas Grises en 1954, y albergó una escuela de enfermería y al Instituto del Corazón de Montreal. El Hospital Saint-Joseph de Rosemont fue fundado en 1950 por las Hermanas de Misericordia. Se especializó en el tratamiento de la tuberculosis.